# Irugur
Irugur es una ciudad y nagar Panchayat situada en el distrito de Coimbatore en el estado de Tamil Nadu (India). Su población es de 25691 habitantes (2011). Se encuentra a 10 km de Coimbatore.

## Demografía
Según el censo de 2011 la población de Irugur era de 25691 habitantes, de los cuales 12909 eran hombres y 12782 eran mujeres. Irugur tiene una tasa media de alfabetización del 86,11%, superior a la media estatal del 80,09%: la alfabetización masculina es del 91,15%, y la alfabetización femenina del 81,04%.